# Юстин, Эва
Е́ва Хе́двиг Ю́стин (нем. Eva Hedwig Justin; 23 августа 1909, Дрезден — 11 сентября 1966, Оффенбах-ам-Майн) — немецкий психолог и расовый антрополог нацистской Германии, является одним из главных инициаторов геноцида цыган в Германии.

## История
Эва Юстин родилась в семье работника Рейхсбана Карла Юстина и Маргарете в Дрездене и уже в 1925 году вступила в Младогерманский орден. В 1933 году Эва в возрасте 24 лет получила аттестат зрелости в гимназии Луйзенштифт. В 1934 году Юстин поступила на учебный курс медсестры в университетской клинике в Тюбингене, где встретила Роберта Риттера, который принимал участие в экспериментах над цыганами и способствовал их геноциду. Позже Риттер сделал Эву своим заместителем. Она была зачислена к нему 2 ноября 1937 года в Берлине.

## Исследования

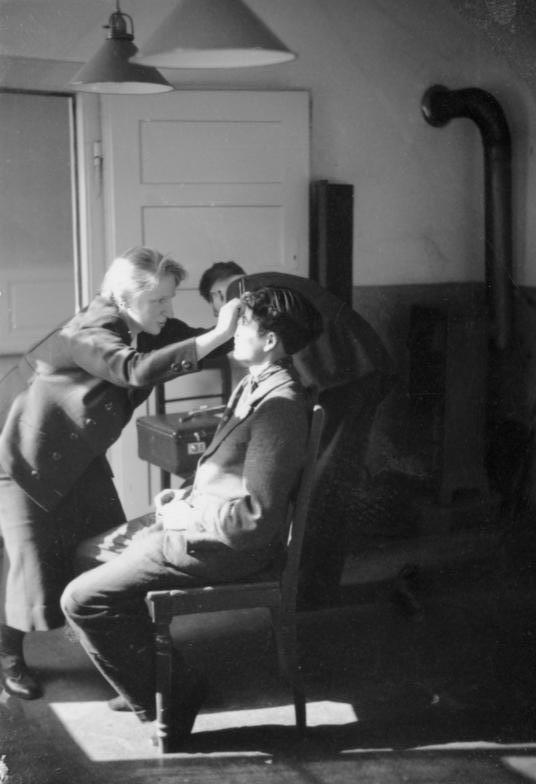
Эва Юстин измеряет череп цыганского мальчика

Юстин, которая владела цыганским языком, заслужила доверие со стороны цыган рома и синти. Она проводила тщательные исследования евгеники цыган, изучала статистику наследственных заболеваний и их социальной адаптации.
Стала широко известной благодаря докторской диссертации «Lebensschicksale artfremd erzogener Zigeunerkinder und ihrer Nachkommen» (Судьбы цыганских детей и их потомков, воспитанных в чужой среде), основанной на исследованиях 41 ребёнка полуцыганского происхождения, которых с самого детства воспитывали без контакта с цыганской культурой.
В результате своих исследований Юстин пришла к выводу, что из цыганских детей невозможно воспитать полноценных членов немецкого общества, так как им свойственна природная лень, слабоумие, склонность к бродяжничеству, инцесту и воровству. Взрослые цыгане, по её утверждениям, не способны к изучению науки и не желают трудиться, таким образом не поддаются полной ассимиляции в немецкое общество, являются нежелательным и вредным элементом для него.

## Холокост
Диссертацию одобрил немецкий этнолог Рихард Турнвальд, и после завершения эксперимента все 41 ребёнок были депортированы в цыганский отсек лагеря в Освенциме, позже в лагерь прибыл Йозеф Менгеле, который ставил над некоторыми из детей эксперименты, остальные же были убиты в газовых камерах, в живых остались только 2 ребёнка. Примерно в это же время Ева Юстин получила ученую степень доктора философии.

## После войны
После войны Ева Юстин избежала преследований за участие в научном обосновании геноцида цыган и в 1947 году устроилась работать детским психологом в департаменте социальных служб муниципалитета Франкфурта-на-Майне, хотя и не имела специального образования. В 1958 году окружной прокурор во Франкфурте начал расследования расовых преступлений Юстин до окончания войны, однако дело было закрыто после заключения прокурора об истёкшем сроке давности дела и недостаточных уликах. Умерла в 1966 году от рака.